# منتزعة الكبريت البحيرية الفريكسلية
منتزعة الكبريت البحيرية الفريكسلية (الاسم العلمي: Desulfovibrio lacusfryxellense) هي نوع من البكتيريا، سلبية الغرام، تتبع جنس منتزعة الكبريت.